# Quercus hintoniorum
Quercus hintoniorum là một loài thực vật có hoa trong họ Cử. Loài này được Nixon & C.H.Müll. miêu tả khoa học đầu tiên năm 1993.

## Hình ảnh